# Уставни референдум у Русији 2020.
Референдум о реформи Устава Русије одржан је од 25. јуна до 1. јула 2020. године. Председник Владимир Путин предложио је одржавање референдума ове врсте током свог обраћања Федералној скупштини 15. јануара 2020. После расправе радне групе о изменама, Државна дума Русије је 11. марта усвојила предлог закона који је дао Путин. Истог дана, предлог је одобрио и Савет федерације.
Нацрт амандмана на Устав достављен је на референдум у складу са чланом 2 Закона о изменама и допунама Устава Руске Федерације. Законски назив референдума гласи „Сверуско гласање” (рус. общероссийское голосование), пошто он није био одржан у складу с Федералним уставним законом о референдуму.
Предложени амандмани би ограничили дужину владавине председника на два мандата од по шест година, уместо на два мандата заредом као што је пре био случај, што би актуелном председнику Путину омогућило да евентуално влада до 2036. године. Претходни Путинови мандати били би поништени, па би он могао да започне нови мандат 2024. Председник би такође добио овлашћења да номинује судије и тужиоце на највишим правосудним инстанцама, док би о предлозима одлучивала Дума. Реформе би такође донеле конзервативни заокрет, попут забране геј бракова и потврде православног опредељења Русије, а промене би се дотакле и економије, увођењем усклађивања минималне зараде и државне пензије са инфлацијом.
Референдум је првобитно био заказан за 22. април. Међутим, због избијања пандемије вируса корона, гласање је померено за каснији датум. Почетни датум гласања подударао се 150-годишњици рођења Владимира Лењина. Право гласа је имало око 110 милиона људи. На бирачким местима могло се гласати од 25. јуна до 1. јула. Становништво Москве и Нижегородске области су могли учествовати догађају на даљину (електричним путем) од 25. до 30. јуна.
За измене у Уставу Русије гласало је око 79% држављана Русије, док је против било око 21% грађана. Критичари сматрају да је гласање било „илегално и нелегитимно”, а једна независна група за праћење избора тврдила је да су се догодиле велике неправилности приликом гласања.